# Buslijn 111 (Marken-Zaandam)
Buslijn 111 is een buslijn van EBS die Marken, Monnickendam, metrostation Noord in Amsterdam-Noord en Oostzaan verbindt met station Zaandam. De lijn heeft een geschiedenis die terug gaat tot meer dan honderd jaar terug.

## Geschiedenis
In de jaren twintig werden door verschillende particulieren vervoerders verschillende elkaar beconcurerende busdiensten gereden. Vanaf mei 1927 gaven de provinciale staten vergunningen af voor het onderhouden van een busdienst op bepaalde trajecten en werden de "wilde bussen" niet meer toegestaan. Naast de Enhabo kreeg ook de firma Jan Onrust uit Oostzaan een vergunning om met zijn "Ezaco" een  lijn Zaandam – Oostzaan – Kadoelen – Amsterdam Noord te onderhouden en voerde die uit met onder meer 2 Fords.

### Lijn 2
In 1941 werd Onrust overgenomen door de Enhabo en ging dit bedrijf ook in Zaandam rijden. Er werd toen een lijn 2 ingesteld van de Peperstraat in Zaandam naar Oostzaan en verder via Kadoelen naar Amsterdam Buiksloterweg met een standplaats bij het Tolhuis. In de jaren zestig volgde verlegging via de toen nieuwe wijken Peldersveld en Poelenburg in Zaandam.
Op 22 november 1970 werd lijn 2 samen met lijn 1 vanaf het Mosplein via de IJ-tunnel doorgetrokken naar het stationsplein. Beide lijnen werden hierbij opengesteld voor stadsvervoer. Buiten de spitsuren werden de lijnen 1 en 2 verlegd via Banne Buiksloot ter vervanging van GVB lijn 34 die in een Enhabo spitslijn werd omgezet. De reden hiervan was dat de gemeente Amsterdam 80% van de aandelen van de Enhabo had overgenomen en op deze manier efficiënter kon werken door het streekvervoer in te schakelen voor het verzorgen van stadsvervoer. 
Het werd echter geen succes omdat de bewoners van de Banne met volle bussen te maken kregen, en de doorgaande reizigers een heel stuk moesten omrijden. Op zaterdag bleek de capaciteit veel te gering en werden door het GVB extra bussen op lijn 34 ingezet. Na een jaar werd deze constructie weer ongedaan gemaakt en werd lijn 34 weer een volwaardige GVB-lijn. Lijnen 1 en 2 kregen weer hun oude route via de Metaalbewerkersweg en de Stoombootweg. Op zaterdag werd op lijn 2 een tussendienst tussen Oostzaan en Zaandam gereden. 
In 1976 werd in opdracht van minister Tjerk Westerterp de frequentie in de avonduren en op zondag (net als bij lijn 1) teruggebracht tot een uurdienst. De chauffeurs van de Enhabo gingen hier niet mee akkoord en voerden actie waarna de halfuurdienst terugkeerde.
In 1977 werd de lijn vanaf de Peperstraat doorgetrokken via de Gedempte Gracht naar station Zaandam.

### Lijn 92

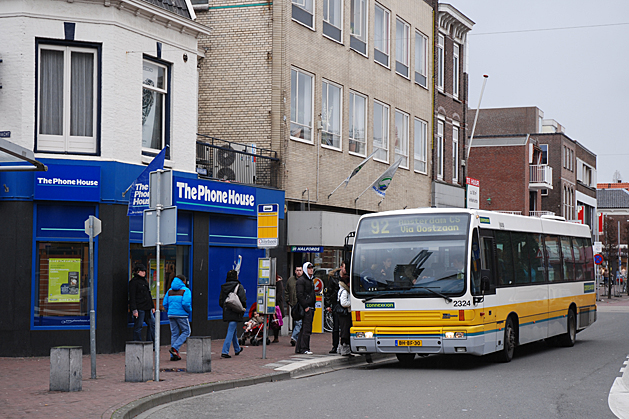
Bus 2324 op lijn 92 in 2008

Op 24 mei 1982 werd lijn 2 vernummerd in lijn 92 in het kader van de ophoging van de lijnnummers bij de Enhabo met 90 om doublures met het GVB te voorkomen. In Zaandam werd de lijn in 1983 verlengd naar het nieuwe station. 
In april 1991 werd lijn 92 een NZH-lijn omdat de onder curatele staande Enhabo, er liep een surseance van betaling, was overgenomen door de NZH. Omdat de Gedempte Gracht in Zaandam een voetgangersgebied werd moest de lijn worden verlegd naar de naastgelegen Vinkenstraat.
In mei 1999 werd lijn 92 een Connexxionlijn. 
In september 2004 werd de route tussen Molenwijk en Kadoelen verlegd via een nieuwe busbaan ten zuiden van de ringweg waarmee de route door de smalle Adriaan Loosjesstraat verviel. In Zaandam vond een verlegging plaats via het nieuwe busstation de Vlinder en werd voortaan langs de Vijfhoekpark en via de Wibautstraat naar het station gereden.

### Lijn 392

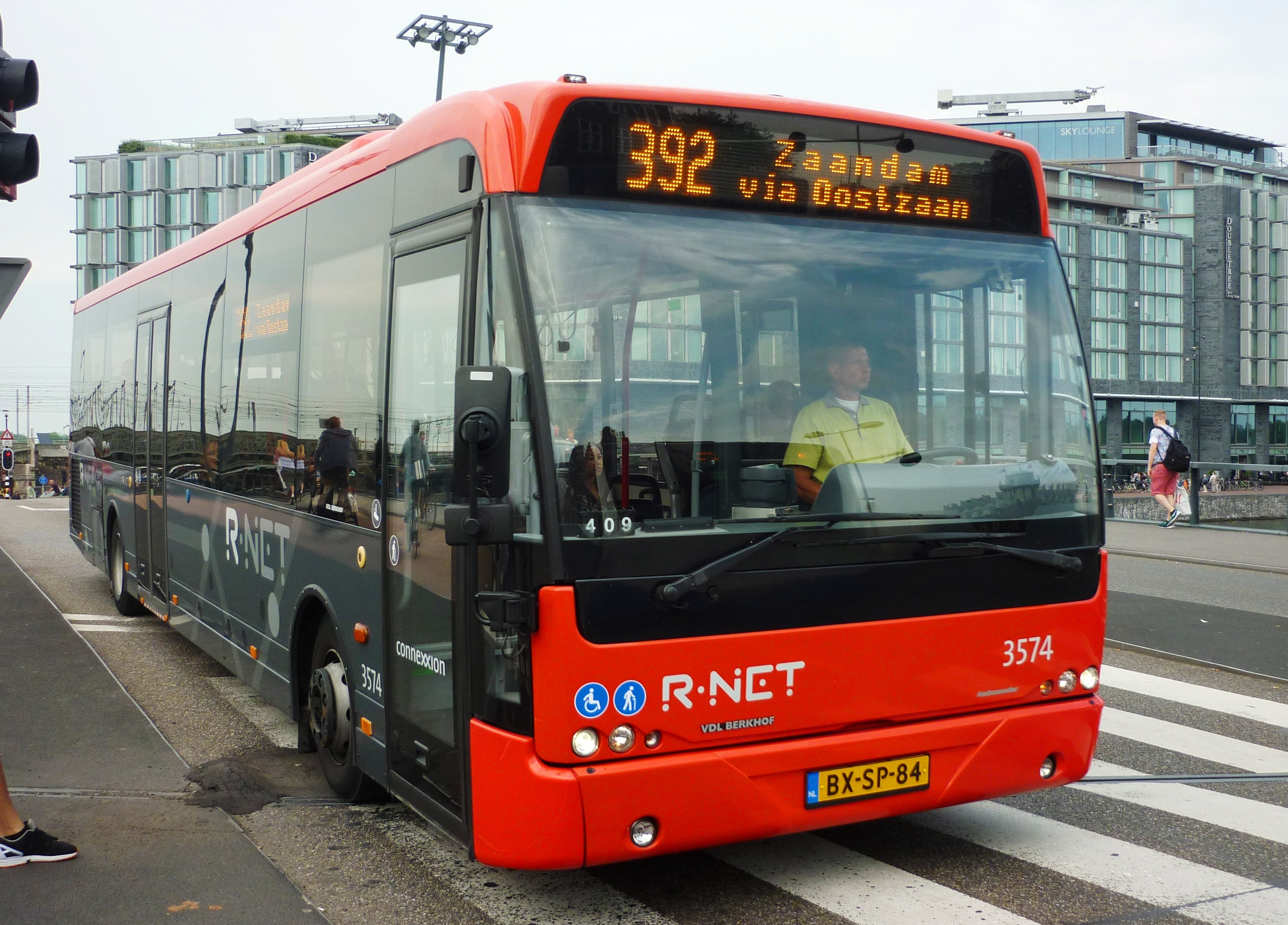
Bus 3574 op lijn 392 in 2015

Op 11 december 2010 werd lijn 92 vernummerd in lijn 392 en omgezet in een R-net lijn. De aloude Enhabo route door de Stoombootweg in Kadoelen werd na bijna 90 jaar verlaten en voortaan werd via de IJdoornlaan en het Buikslotermeerplein gereden. Op 14 december 2014 kreeg de lijn zijn eindpunt op het busstation IJzijde achter het Centraal Station. Op 22 juli 2018 bij de ingebruikname van de Noord/Zuidlijn werd de lijn ingekort tot het metrostation Noord.

#### Lijn 393
In de hoogzomer van 2016 is de lijn in verband met de afsluiting van de IJ-tunnel tijdelijk ingekort tot het Buikslotermeerplein. Dit in tegenstelling tot de lijnen 391 en 394 die tijdelijk door de Coentunnel rijden. Daarom is ter vervanging een tijdelijke lijn 393 ingesteld die vanaf het Buikslotermeerplein via het Mosplein en de route van lijn 391 en 394 naar busstation de Vlinder in Zaandam rijdt.
Op 6 januari 2020 verscheen opnieuw een (spits)lijn 393. Nu ter compensatie van de tijdelijk verlegde lijn 392 en 394 in verband met de renovatie van de Wilhelminasluis in het centrum van Zaandam. Er wordt in de spitsrichting gereden tussen het Zaans Medisch Centrum en Amsterdam Centraal via De Weer, Vermiljoenweg, Vijfhoek en De Vlinder. Na de renovatie van de Wilhelminasluis bleef deze lijn bestaan tot en met 2 januari 2021.

#### Lijn 292
Van 13 december 2021 tot en met 9 december 2023 werd een spitssneldienst 292 ingesteld tussen Busstation de Vlinder en Station Noord die niet door Oostzaan reed maar rechtstreeks langs het Barndegat en Molenwijk naar het Zuideinde en vandaar volgens de route van lijn 392 naar Station Noord. Op 28 augustus 2022 verviel het traject tussen de Vlinder en station Noord en werd de lijn verlegd naar de halte Uitvaartcentrum en station Zaandam waarbij ook tussen de spitsen werd gereden.

#### Lijn N92
Er bestond ook een nachtbus met het lijnnummer N92.

### Lijn 111

#### Lijn MN en MS
In 1959 werd door de NACO lijn MS ingesteld die Marken, dat door de opening van de vaste verbinding niet langer een eiland was, met Monnickendam en Amsterdam Noord verbond. In de spitsuren werd één rit in de spitsrichting gereden als lijn MS met een klein busje met een afwijkende route via Uitdam, Durgerdam en Schellingwoude. In 1970 werd de lijn door de IJtunnel doorgetrokken naar het Waterlooplein.

#### Lijn 111 I
In 1972 fuseerde NACO met NZH en werden lijn MN en MS vernummerd in lijn 111. Vanaf het Waterlooplein werd de lijn verlegd naar de Prins Hendrikkade. De spitsritten via de afwijkende route reden tot in 1991. In 1999 fuseerde NZH in Connexxion en in 2005 verloor Connexxion de concessie aan Arriva.       

#### Lijn 311
Op 11 december 2011 verloor Arriva de concessie aan EBS en werd lijn 111 R-netlijn 311. Op 16 augustus 2014 werd lijn 311 samengevoegd met lijn 315 en verviel het lijnnummer 311. Op 22 juli 2018 bij de ingebruikname van metrolijn 52 werd de lijn 315 ingekort tot metrostation Noord.     

#### Lijn 111 II
Ter versterking van lijn 315 werd op 17 augustus 2014 lijn 111 ingesteld tussen het Buikslotermeerplein en Monnickendam.

#### Lijnen 111 III, 211, N11 en N19
Vanaf 10 december 2023 verviel de R-net status voor lijn 392 en verloor Connexxion de concessie aan EBS. De lijn werd vernummerd in lijn 111 en vanaf station Noord doorgetrokken naar Monnickendam en Marken. Niet alle ritten rijden tussen Amsterdam en Marken. In de spitsuren reed tussen Busstation De Vlinder in Zaandam en metrostation Noord in Amsterdam sneldienst 211, in samenhang met lijn 111, maar reed echter niet door Oostzaan. Laatstgenoemde lijn werd echter tijdelijk opgeheven per 8 januari 2024 vanwege personeelstekort. Op 20 oktober 2024 is deze opheffing definitief geworden.
Er bestaat ook een nachtbus N11 die van Amsterdam Centraal naar Marken rijdt en een nachtbus N19 die van Amsterdam Centraal naar Landsmeer, Oostzaan en Zaandam rijdt.